# SY Большого Пса
SY Большого Пса (лат. SY Canis Majoris) — одиночная переменная звезда в созвездии Большого Пса на расстоянии (вычисленном из значения параллакса) приблизительно 4887 световых лет (около 1498 парсеков) от Солнца. Видимая звёздная величина звезды — от +13m до +8,7m.

## Характеристики
SY Большого Пса — красная пульсирующая переменная звезда, мирида (M) спектрального класса M4-6 или M6.